# 물병자리 91

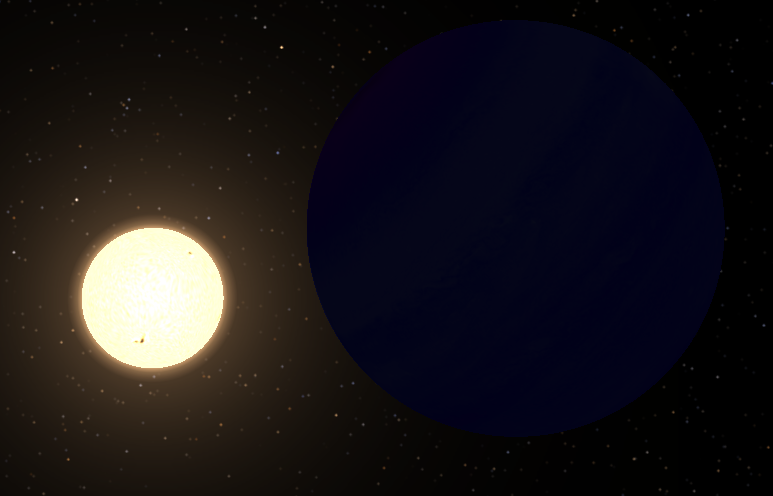

물병자리 91 또는 물병자리 프시1은 천구적도 부근 물병자리 방향에 있는 삼중성계이다. 겉보기 등급은 4.248로 맨눈으로 볼 수 있다. 시차 자료로 측정한 거리는 약 150광년이다. 외계 행성 한 개가 이 항성계에 있는 것으로 확인된 바 있다.

## 항성계
물병자리 91은 항성 세 개로 이루어진 삼중성계이다. 가장 밝은 별인 주성 물병자리 91 A는 분광형 K0 III의 거성이다. A의 질량은 태양보다 74퍼센트 더 무거우며 크기는 태양의 10배 이상 불어나 있다. A는 태양의 49배 밝기로 에너지를 분출하고 있으며 최외곽 대기의 유효 온도는 4603 켈빈이다. 이 정도 온도에서 A는 우리 눈에 오렌지색으로 빛나는 것처럼 보인다.
주성 A는 나머지 두 별 B, C와 고유 운동을 공유하고 있으므로 이들은 서로 중력적으로 묶여 있으리라 추측하고 있다. 물병자리 B와 물병자리 C는 A로부터 각거리로 52초각만큼 떨어져서 쌍성구조를 이루고 있다. B와 C는 서로 0.3초각 떨어져 있으며 밝기는 둘을 합쳐셔 10등급이다.
| 구성원 | 겉보기 등급 (V) | 분광형 |
| ------ | --------------- | ------ |
| A      | 4.22            | K0 III |
| B      | 9.62            | K3 V   |
| C      | 10.10           | D      |

쌍성계 CCDM J23159-0905DE이 물병자리 91과 같은 시선방향에 있는데, CCDM 항성목록에는 두 항성계가 서로 중력적으로 묶인 계로 수록되어 있으나 WDS 목록에는 둘은 서로 별개의 항성계이며 고유 운동도 공유하고 있지 않다고 수록되어 있다. CCDM J23159-0905DE는 항성 둘로 이루어져 있는데 둘 중 밝은 쪽인 CCDM J23159-0905D는 겉보기 등급 13등급에 물병자리 91로부터 80.4초각 떨어져 있고 어두운 쪽인 CCDM J23159-0905E는 14등급 밝기에 물병자리 91로부터 19.7초각 떨어져 있다.

## 외계 행성
2003년 물병자리 91을 돌고 있는 외계 행성이 발견되었다.
| 동반 천체 (가까운 천체순) | 질량 (MJ) | 공전주기 (일) | 공전궤도 반지름 (AU) | 이심률 |
| ------------------------- | --------- | ------------- | -------------------- | ------ |
| b                         | ≥ 2.9 MJ  | 182           | ≥ 0.3                | 0      |

## 같이 보기
- 알데바란
- 용자리 이오타
- 폴룩스